# Llista dels bisbats i arquebisbats de França

Mapa de les províncies eclesiàstiques franceses

La llista dels bisbats i arquebisbats francesos és la següent:
- Bisbat d'Agde
- Bisbat d'Agen
- Bisbat d'Aire
- Arquebisbat d'Ais de Provença
- Bisbat d'Aiacciu
- Bisbat d'Albi
- Arquebisbat d'Albi
- Bisbat d'Alet
- Bisbat d'Alais (Bisbat d'Ales)
- Bisbat d'Amiens
- Bisbat d'Angers
- Bisbat d'Angulema
- Bisbat d'Annecy
- Bisbat d'Apt
- Arquebisbat d'Arles
- Bisbat d'Arràs.
- Arquebisbat d'Auch (Arquebisbat d'Aush)
- Bisbat d'Aurenja
- Bisbat d'Autun
- Bisbat d'Auxerre
- Bisbat d'Avinyó
- Arquebisbat d'Avinyó.
- Bisbat d'Avranches
- Bisbat de Bayeux
- Bisbat de Bayeux i Lisieux.
- Bisbat de Baiona
- Bisbat de Bazas
- Bisbat de Beauvais
- Bisbat de Belley
- Arquebisbat de Besançon
- Bisbat de Bethléem.
- Bisbat de Béziers
- Bisbat de Blois
- Bisbat de Bordeus
- Bisbat de Boulogne.
- Bisbat de Bourges
- Bisbat de Cahors
- Bisbat de Cambrai
- Bisbat de Carcassona.
- Bisbat de Carpentras
- Bisbat de Castres
- Bisbat de Cavaillon
- Bisbat de Chalon (Chalon-sur-Saône)
- Bisbat de Châlons-en-Champagne
- Bisbat de Chambéry
- Bisbat de Chartres
- Bisbat de Clarmont d'Alvèrnia
- Arquebisbat de Clarmont d'Alvèrnia.
- Bisbat de Commenge
- Bisbat de Condom.
- Bisbat Cornouaille
- Bisbat de Coserans
- Bisbat de Coutances
- Bisbat de Coutances i Avranches.
- Bisbat de Dax
- Bisbat de Die
- Bisbat de Digne
- Bisbat de Dijon
- Arquebisbat de Dijon.
- Bisbat de Dol
- Arquebisbat de Dol.
- Bisbat d'Elna
- Bisbat d'Embrun
- Arquebisbat d'Embrun.
- Bisbat d'Estrasburg
- Arquebisbat d'Estrasburg.
- Bisbat d'Évreux
- Bisbat de Fréjus
- Bisbat de Frejús i Toló.
- Bisbat de Gap
- Bisbat de Ginebra
- Bisbat de Glandèves
- Bisbat d'Antibes després de Grasse.
- Bisbat de Grenoble
- Bisbat de La Rochelle.
- Bisbat de Langres
- Bisbat de Laon
- Bisbat de Laval.
- Bisbat de Lavaur
- Bisbat de Lectoure
- Bisbat de Léon
- Bisbat de Lescar
- Bisbat de Llemotges
- Bisbat de Lisieux
- Bisbat de Lodeva
- Bisbat de Lombez.
- Bisbat de Luçon.
- Bisbat de Lió
- Bisbat de Mâcon
- Bisbat de Magalona.
- Bisbat de Maillezais.
- Bisbat del Mans
- Bisbat de Marsella
- Bisbat de Meaux
- Bisbat de Mende (Bisbat del Gavaldà)
- Bisbat de Metz
- Bisbat de Mirepoix.
- Bisbat de Montauban.
- Bisbat de Montpeller.
- Arquebisbat de Montpeller.
- Bisbat de Moulins.
- Bisbat de Moûtiers-Tarentaise
- Arquebisbat de Moûtiers-Tarentaise.
- Bisbat de Nancy.
- Bisbat de Nantes
- Arquebisbat de Narbona.
- Bisbat de Nevers
- Bisbat de Niça
- Bisbat de Nimes
- Bisbat de Noyon
- Bisbat de Noyon-Tournai.
- Bisbat d'Oloron
- Bisbat d'Orléans
- Bisbat de Pamiers.
- Bisbat de París
- Arquebisbat de París.
- Bisbat de Périgueux
- Bisbat de Perpinyà
- Bisbat de Poitiers
- Bisbat de lo Puèi de Velai
- Arquebisbat de Reims.
- Bisbat de Rennes
- Bisbat de Rieux.
- Bisbat de Riez
- Bisbat de Rodès
- Arquebisbat de Rouen.
- Bisbat de Saint-Brieuc.
- Bisbat de Saint-Claude.
- Bisbat de Saint-Dié.
- Bisbat de Saint-Flour.
- Bisbat de Saint-Jean-de-Maurienne (Bisbat de Sant Joan de la Mauriena)
- Bisbat de Saint-Malo
- Bisbat de Saint-Omer.
- Bisbat de Saint-Papoul.
- Bisbat de Saint-Paul-Trois-Châteaux
- Bisbat de Saint-Pons-de-Thomières.
- Bisbat de Saintes.
- Bisbat de Sarlat.
- Bisbat de Séez (moderna Sées)
- Bisbat de Senez
- Bisbat de Senlis
- Bisbat de Sens
- Bisbat de Sisteron
- Bisbat de Soissons
- Bisbat de Tarbes
- Bisbat de Thérouanne
- Bisbat de Toul
- Bisbat de Toulon
- Bisbat de Tolosa
- Arquebisbat de Tolosa
- Arquebisbat de Tours.
- Bisbat de Tréguier.
- Bisbat de Troyes.
- Bisbat de Tulle.
- Bisbat d'Usès
- Bisbat de Vabres.
- Bisbat de Vaison
- Bisbat de Valence
- Bisbat de Vannes
- Bisbat de Vence
- Bisbat de Verdun
- Arquebisbat de Vienne.
- Bisbat de Viviers